# 1984 في الفلبين
فيما يلي قوائم الأحداث التي وقعت خلال عام 1984 في الفلبين.

## سياسة

### تعيين في المنصب
- 1 يناير – ارتورو تولنتينو وزير الخارجية [الإنجليزية]‏.

### انتهاء فترة المنصب
- 1 يناير – كارلوس بينا رومولو وزير الخارجية [الإنجليزية]‏.

## مواليد

### يناير
- 1 يناير – جينا روسيرو عارضة من الولايات المتحدة الأمريكية.
- 12 يناير – اريك غو لاعب تنس الريشة.
- 19 يناير – كلفن ديلا بينيا لاعب كرة سلة فلبيني.
- 19 يناير – ميرليتو سابلو ملاكم فلبيني.
- 20 يناير – توني غونزاغا

### فبراير
- 2 فبراير – هانز ثيل لاعب كرة سلة فلبيني.
- 18 فبراير – بريان فوندو لاعب كرة سلة فلبيني.

### مايو
- 8 مايو – جاي آر كوينياهان لاعب كرة سلة فلبيني.

### يونيو
- 9 يونيو – كريستينا بيير
- 19 يونيو – كين بونو لاعب كرة سلة فلبيني.

### يوليو
- 5 يوليو – روبرت لاباجالا لاعب كرة سلة فلبيني.
- 16 يوليو – جاي آر ريس لاعب كرة سلة فلبيني.
- 22 يوليو – ميغيل مولينا سبّاح فلبيني.

### أغسطس
- 13 أغسطس – كلفن غريغوريو لاعب كرة سلة فلبيني.

### نوفمبر
- 6 نوفمبر – بيترو روتا لاعب كرة قدم فلبيني.
- 22 نوفمبر – إدوارد فولايانغ

### ديسمبر
- 3 ديسمبر – جيانا لين
- 13 ديسمبر – بيندكت فرنانديز لاعب كرة سلة فلبيني.
- 25 ديسمبر – جوردن سميث فنان قتال مختلط من الولايات المتحدة الأمريكية.

## وفيات

### يناير
- 1 يناير – فرناندو أوكامبو (مواليد 1897)